# Sobrado (Puebla de Trives)
Sobrado (llamada oficialmente San Salvador de Sobrado) es una parroquia y una villa del municipio español de Puebla de Trives, en la provincia de Orense, Galicia.

## Organización territorial
La parroquia está formada por una entidad de población:
- Sobrado

## Demografía
Gráfica demográfica del lugar y parroquia de Sobrado según el INE español:
| Gráfica de evolución demográfica de Sobrado entre 2000 y 2023 |
|                                                               |
| Datos según el nomenclátor publicado por el INE.              |